# Grainville
Grainville és un municipi francès situat al departament de l'Eure i a la regió de Normandia. L'any 2007 tenia 529 habitants.

## Demografia

### Població
El 2007 la població de fet de Grainville era de 529 persones. Hi havia 188 famílies, de les quals 33 eren unipersonals (8 homes vivint sols i 25 dones vivint soles), 69 parelles sense fills, 82 parelles amb fills i 4 famílies monoparentals amb fills.
La població ha evolucionat segons el següent gràfic:
Habitants censats

### Habitatges
El 2007 hi havia 220 habitatges, 197 eren l'habitatge principal de la família, 12 eren segones residències i 10 estaven desocupats. 211 eren cases i 3 eren apartaments. Dels 197 habitatges principals, 177 estaven ocupats pels seus propietaris, 16 estaven llogats i ocupats pels llogaters i 4 estaven cedits a títol gratuït; 1 tenia una cambra, 9 en tenien dues, 30 en tenien tres, 49 en tenien quatre i 108 en tenien cinc o més. 158 habitatges disposaven pel capbaix d'una plaça de pàrquing. A 91 habitatges hi havia un automòbil i a 94 n'hi havia dos o més.

### Piràmide de població
La piràmide de població per edats i sexe el 2009 era:
| Homes | Edats   | Dones |
| ----- | ------- | ----- |
| 0     | 95 o +  | 0     |
| 0     | 90 a 94 | 4     |
| 4     | 85 a 89 | 4     |
| 0     | 80 a 84 | 0     |
| 8     | 75 a 79 | 8     |
| 4     | 70 a 74 | 8     |
| 20    | 65 a 69 | 16    |
| 8     | 60 a 64 | 0     |
| 12    | 55 a 59 | 12    |
| 20    | 50 a 54 | 24    |
| 16    | 45 a 49 | 8     |
| 16    | 40 a 44 | 20    |
| 16    | 35 a 39 | 8     |
| 24    | 30 a 34 | 20    |
| 16    | 25 a 29 | 24    |
| 20    | 20 a 24 | 12    |
| 20    | 15 a 19 | 20    |
| 20    | 10 a 14 | 0     |
| 12    | 5 a 9   | 12    |
| 16    | 0 a 4   | 20    |

## Economia
El 2007 la població en edat de treballar era de 339 persones, 256 eren actives i 83 eren inactives. De les 256 persones actives 231 estaven ocupades (128 homes i 103 dones) i 25 estaven aturades (14 homes i 11 dones). De les 83 persones inactives 25 estaven jubilades, 25 estaven estudiant i 33 estaven classificades com a «altres inactius».

### Ingressos
El 2009 a Grainville hi havia 195 unitats fiscals que integraven 536,5 persones, la mediana anual d'ingressos fiscals per persona era de 18.577 €.

### Activitats econòmiques
Dels 15 establiments que hi havia el 2007, 3 eren d'empreses de fabricació d'altres productes industrials, 2 d'empreses de construcció, 7 d'empreses de comerç i reparació d'automòbils, 1 d'una empresa d'hostatgeria i restauració, 1 d'una empresa d'informació i comunicació i 1 d'una empresa classificada com a «altres activitats de serveis».
Dels 3 establiments de servei als particulars que hi havia el 2009, 1 era un paleta, 1 lampisteria i 1 restaurant.
L'únic establiment comercial que hi havia el 2009 era una perfumeria.
L'any 2000 a Grainville hi havia 5 explotacions agrícoles.

## Equipaments sanitaris i escolars
El 2009 hi havia una escola elemental integrada dins d'un grup escolar amb les comunes properes formant una escola dispersa.

## Poblacions més properes
El següent diagrama mostra les poblacions més properes.